# Relations entre l'Inde et le Nicaragua
Les relations entre l'Inde et le Nicaragua font référence aux relations internationales qui existent entre la république de l'Inde et la république du Nicaragua. Les relations ont été limitées au dialogue sur le système d'intégration centraméricain et aux visites de ministres nicaraguayens en Inde. L'Inde dispose d'un consul général honoraire au Nicaragua, simultanément accrédité auprès de l'ambassade indienne au Panama et le Nicaragua avait une ambassade en Inde. Elle a été réduite à un consulat général honoraire à New Delhi.

## Histoire
Le président du parlement indien, Shivraj Patil, avait effectué une visite officielle au Nicaragua lors d'une manifestation de l'Union interparlementaire en 1987, et le ministre du Travail et des Affaires sociales de l'époque, Ram Vilas Paswan, avait assisté à l'inauguration de la présidente Violeta Barrios de Chamorro en avril 1990. Du côté nicaraguayen, plusieurs ministres de haut niveau ont participé à de nombreux sommets organisés par l'Inde et même l'actuel ministre des affaires étrangères, Samuel Santos López, s'est rendu en Inde en 2008 pour la réunion des ministres des affaires étrangères du Système d'intégration centraméricain (Sistema de la Integración Centroamericana - SICA) et en 2013 pour des entretiens de haut niveau avec le ministre des affaires étrangères de l'époque, Salman Khurshid, qui ont également permis d'accroître les échanges commerciaux avec les deux pays et d'ouvrir la voie à des hommes d'affaires indiens pour investir dans le projet de canal nicaraguayen,.

## Commerce
Le commerce bilatéral entre les deux pays pour l'année 2012-2013 s'élève à 60,12 millions de dollars US, l'Inde exportant du coton, des automobiles et des accessoires, du fer et de l'acier, du caoutchouc et des produits en caoutchouc et des produits pharmaceutiques, tandis que les exportations du Nicaragua consistent en peaux et cuir, bois et articles en bois, peaux brutes , etc.. L'Inde a également fait don de matériel chirurgical et de médicaments d'une valeur de 4 500 dollars en 1998 et de 10 000 dollars en 2001 pour aider ce pays frappé par la sécheresse. De nombreuses industries et entreprises indiennes se sont établies en relation avec des entreprises nicaraguayennes comme Praj Industries de Pune qui a créé une usine de production d'éthanol pour Nicaragua Sugar Estates Limited, Bajaj Industries qui vend chaque année un grand nombre d'auto-taxi à trois roues sur place et la Mahindra Jeep qui est vendue avec l'aide de Grupo Pellas du Nicaragua, le plus grand groupe commercial du pays. Le directeur général de la société nationale de transmission d'électricité (Enatrel), Salvador Mansell, a demandé à l'Inde, dans le cadre de la délégation du gouvernement nicaraguayen, un prêt de 57 millions de dollars US pour la construction de trois projets électriques dans le pays, deux sous-stations électriques et une ligne de transmission de 138 kilowatts,,,.